# 쿵푸 공룡 수호대
《쿵푸 공룡 수호대》(Kung Fu Dino Posse, 약칭 : 쿵공수 또는 공룡수호대)는 대한민국의 선우 엔터테인먼트가 제작한 애니메이션으로 2009년 11월 12일부터 2010년 9월 4일까지 KBS 1TV에서 방송되었다.

## 방송 시간
| 채널    | 방송일                            | 방송 시간                           |
| ------- | --------------------------------- | ----------------------------------- |
| KBS 1TV | 2009년 11월 12일 ~ 2010년 5월 6일 | 목요일 오후 4시 10분 ~ 4시 40분     |
| KBS 1TV | 2010년 5월 15일 ~ 2010년 9월 4일  | 토요일 오후 1시 ~ 1시 30분          |
| KBS 2TV | 2012년 8월 7일 ~ 2012년 11월 1일  | 월요일 ~ 목요일 오후 3시 35분 ~ 4시 |

## 성우진
- 케인: 엄상현
- 차우: 홍진욱
- 제트: 양석정
- 루시: 김선혜
- 강우디: 김지혜
- 선우유리: 서지연
- 선우 박사: 남도형
- 사라 할머니: 조진숙
- 스코: 홍시호
- 타코: 백승철

## 제작진
- 제작: 강한영, 강문주, 마이클 허쉬, 토퍼 테일러
- 기획: 유경탁, 이강복, 이근희, 파멜라 슬레이븐, 알 슈워츠, 아틸라 리바이
- 프로듀서: 박인식, 이한규, 맹준재, 토니 스티븐스, 제미 웨스, 수지 그론딘, 안드레아 드류링, 헤닝 베스테르벨레
- 감독: 이동욱, 폴 H. 브라운

### 제작팀·마케팅
- 제작팀장: 한갑희
- 제작과장: 황정현
- 제작진행: 김기언, 이준선, 박경순, 신은경, 라라 토빈, 올레 마데르, 테리 로사르트
- 코디네이터: 조규덕, 캐린 맥인로이
- 자료: 조인형
- 시스템 관리: 박종명
- 마케팅: 전중수, 성수희

### 프리 프로덕션
- 원안: 피터 M. 렌코브
- 시나리오: 폴 그린버그, 존 데릴라니, 피터 M. 렌코브, 알 슈워츠, 아툴 N. 라오
- 콘티: 고성철, 고훈철, 안승희, 이종경, 박소영, 이충복, 김석우, 김영수, 최훈철, 조석신
- 캐릭터 디자인: 정인, 지명길
- 배경 디자인: 한용희, 김은경, 홍룡기, 강정아
- 배경 키: 박윤경, 강자영, 변경환
- 메카닉 디자인: 성동호
- 소품 디자인: 곽승미
- 색채 설정: 나미애, 한진영, 이미선, 홍영선, 유주현

### 메인 프로덕션
- 연출: 이기두
- 조연출: Sasha McIntyre, Selena Dizazzo, Adam De Vries, 임문영
- 레이아웃: 강민욱, 이동익, 임정숙, 남현식, 이재정, 류재진, 고익석, 차기탁, 민병우
- 원화작감: 강윤희, 백경현, 김정희, 유준용, 정관, 이기두, 정우영, 목학수, 조항덕, 이수정
- 원화: 정승태, 곽세창, 안상성, 김병천, 안종기, 신태용, 이원곡, 이준용, 정성희, 이기성, 정희주, 유준용, 정관, 박형삼, 유정범, 차상엽, 남지현, 김평호, 손상철, 이기두, 강병권, 황재희, 김민희
- 동화작감: 천경숙, 강성군
- 동화: 이미선, 이현옥, 김유영, 최지연, 최성우, 김보미, 임은주, 최정옥, 조영신, 최정순, 이희정, 유아람, 최윤희, 진소희, 진남희, 권은정
- 파이널 체크: 이하연
- 색 지정: 이영심
- 채색팀장: 양선아
- 채색: 한진영, 허미애, 여소영, 황수진, 김태희, 황지영, 김은희, 임민지, 유주연, 정윤희, 이미선
- 스캔: 윤신혜
- 배경 감독: 강승찬, 정명재
- 배경: 이영배, 이지성, 배상규, 장형준, 조화진, 최유림, 진영옥, 남상협

### 3차원 CGI
- 3D 감독: 이석범
- 모델링: 박지훈, 김영만, 이필영
- 맵핑·라이팅: 임재완, 김석기
- 3D 애니메이션: 김현근, 조성규, 성지원, 이정섭, 임종민, 정병권, 엄종혁, 이용경

### 디지털 촬영·편집
- 촬영감독: 김문기, 권오준
- 촬영·합성·특수효과: 박현흠, 박장호, 정복현, 이은실, 김광민, 강희진, 오창민, 최경수, 이명연, 현지훈, 고영윤, 이광희, 최일
- 편집: 서재우
- 진행: 정명재

### 포스트 프로덕션
- 대본: 맹준재
- 뮤직 스코어: 스티브 단젤로
- 사운드 디자인: 필립 타이취만, 펠릭스 로겔
- 녹음연출: 김희집
- 녹음진행: 권오성
- 녹음·믹싱: GG SOUND, 김희집, 최현주

### 주제가 & 음악
- 음악감독: 이상호
- 주제가 녹음: 애니믹스
- 믹싱: 신상균
- 비트박스·랩 메이킹: 김정근
- 제작 편집 감독: 김영호
- 컴퓨터 그래픽: 황은서
- 제작투자: 소빅창업투자㈜, 쿠키 자 엔터테인먼트, 옵틱스 엔터테인먼트, ㈜선우 엔터테인먼트, 선우 아시아 퍼시픽
- 기획: KBS
- 제작: ㈜선우 엔터테인먼트

## 주제가
- 오프닝「쿵푸 공룡 수호대」
  - 작사·작곡: 이상호/노래: 서원영, 정상기, 김정근, 이신애, 이은혜
- 엔딩「쿵푸 다이노 파워」
  - 작사: 이한규/작곡: 이상호/노래: 서원영, 정상기, 김정근, 김예슬, 문지만

## 줄거리
천만 년 전에 세상을 지배하고자 한 악당 스코는 빙하기를 대비하여 자신의 돌연변이 공룡 군대의 파워를 수정에 봉인 한 후 적당한 시기가 오면 자신만이 찾을 수 있도록 안전한 곳에 묻어 둔다. 하지만 스코도 예측 못한 것이 있었으니 빙하기의 위력이 너무 강했다는 것이다. 빙하기를 거치면서 지구의 지질 구조가 변해 버리고, 스코가 숨겨둔 수정들도 여기저기 흩어지게 된다. 현대에 이르러 얼음 속에서 깨어난 스코는, 자신이 이루고자 했던 지구 정복을 위해 수정들을 찾아 봉인을 풀려고 한다. 천만 년 전에 스코에게 유일하게 맞선 쿵푸 공룡 수호대는 더욱 강력해진 스코에게 맞서기 위해 인간들의 무술인 쿵푸를 익힌 채 새롭게 태어난다. 이제 새로운 영웅이 탄생하게 되니, 그 이름은 쿵푸 공룡 수호대이다. 과연, 쿵푸 공룡 수호대는 스코의 야망을 꺾고 지구의 평화를 지킬 것인가?

## 방송 회차
| 회차 | 부제                    | 방송일           |
| ---- | ----------------------- | ---------------- |
| 1화  | 우리는 쿵푸 공룡 수호대 | 2009년 11월 12일 |
| 2화  | 무시무시한 꼬맹이 우디  | 11월 19일        |
| 3화  | 우디 전사가 되다        | 11월 26일        |
| 4화  | 힙합 공룡 수호대        | 12월 3일         |
| 5화  | 여왕의 수호대           | 12월 10일        |
| 6화  | 차우의 뱃속 탐험        | 12월 24일        |
| 7화  | 비행기를 탄 수호대      | 12월 31일        |
| 8화  | 미녀공룡은 괴로워       | 2010년 1월 7일   |
| 9화  | 차우의 진품명품         | 1월 14일         |
| 10화 | 철부지 지미             | 1월 21일         |
| 11화 | 제트의 향기             | 1월 28일         |
| 12화 | 루시의 단짝 친구        | 2월 4일          |
| 13화 | 부글부글 용암           | 2월 11일         |
| 14화 | 물은 무서워             | 2월 18일         |
| 15화 | 공룡의 자격             | 2월 25일         |
| 16화 | 위험한 베일리 혜성      | 3월 4일          |
| 17화 | 길 잃은 링크들          | 3월 11일         |
| 18화 | 신나는 유람선 여행      | 3월 18일         |
| 19화 | 할머니가 생겼어요       | 3월 25일         |
| 20화 | 사막에 간 수호대        | 4월 1일          |
| 21화 | 메갈로폴리스 볼링대회   | 4월 8일          |
| 22화 | 클론 공룡 수호대의 출현 | 4월 22일         |
| 23화 | 공룡이 된 유리          | 5월 6일          |
| 24화 | 캠핑을 간 수호대        | 5월 15일         |
| 25화 | 빙하기를 막아라         | 5월 22일         |
| 26화 | 우리 스코가 변했어요    | 5월 29일         |
| 27화 | 방귀대장 차우           | 6월 5일          |
| 28화 | 올해의 공룡 상을 뽑아라 | 6월 12일         |
| 29화 | 환상의 짝꿍             | 6월 19일         |
| 30화 | 기계는 너무 어려워      | 6월 26일         |
| 31화 | 숲을 지켜라             | 7월 3일          |
| 32화 | 후원사를 찾습니다       | 7월 10일         |
| 33화 | 초등학생 링크들         | 7월 17일         |
| 34화 | 결혼식을 막아라         | 7월 24일         |
| 35화 | 아빠가 된 제트          | 7월 31일         |
| 36화 | 형제는 용감했다         | 8월 7일          |
| 37화 | 부시장이 된 스코        | 8월 14일         |
| 38화 | 악어는 내 친구          | 8월 21일         |
| 39화 | 위기에 빠진 차우        | 8월 28일         |
| 40화 | 스코의 최후             | 9월 4일          |